# Costache Lazăr
Costache Lazăr (n. 4 iunie 1919, Tansa, județul Iași – d. noiembrie 2008, Iași) a fost un medic chirurg, profesor universitar la Facultatea de Medicină din Iași, șeful Clinicii I-a Chirurgie a Spitalului Sf.Spiridon, între 1966-1984.

## Biografie
Costache Lazăr a urmat școala primară în satul natal după care, în 1931, s-a înscris la Liceul „Mihail Kogălniceanu” din Vaslui și a obținut bacalaureatul în 1939 la Liceul Național din Iași. A urmat cursurile Facultății de Medicină din Iași între anii 1939-1945 susținând, în 1958, teza de doctorat intitulată „Tratamentul chirurgical al chistului hidatic pulmonar”. 
Interesat de disciplinele chirurgicale, activează între anii 1942-1944 ca aspirant al Institutului de Anatomie din Iași. Cariera universitară o începe ca preparator (1943-1946) la Clinica Chirurgicală și Ortopedică, devenind apoi asistent (1949), șef de lucrări la Clinica I-a Chirurgie (1957), conferențiar (1968) și profesor la aceeași clinică (1970). Pregatirea chirurgicală o realizează sub coordonarea profesorilor Vladimir Buțureanu și Ion Tănăsescu. A dirijat activitatea Clinicii I-a Chirurgie în perioada 1966-1984, organizând în clinică activitatea de specializare și de perfecționare a medicilor chirurgi din toată Moldova. A contribuit la dezvoltarea chirurgiei digestive dar a fost interesat, de asemenea, de chirurgia tiroidiană și chirurgia toracică. A fost conducător de doctorate iar, după atingerea vârstei de pensionare, a continuat să activeze ca profesor consultant, îndrumând activitatea de cercetare a numeroși doctoranzi.
Profesorul Lazăr fost membru a numeroase societăți științifice naționale (membru și președinte al secției de chirurgie a Societății de Medici și Naturaliști din Iași între ani 1972-2003, membru de onoare al Societății Române de Chirurgie, membru al Asociației Oamenilor de Știință din România și membru fondator al Societății medicale „Asociația Chirurgilor din Moldova”) și internaționale (membru titular al Societății Internaționale de Chirurgie și al Uniunii Medicale Balcanice).